# Pisarszczyna
Pisarszczyna (biał. Пісаршчына; ros. Писарщина, Pisarszczina) – wieś na Białorusi, w obwodzie witebskim, w rejonie orszańskim, w sielsowiecie Wysokaje, przy linii kolejowej Witebsk – Orsza.